# Beato Gabriele Ferretti in estasi
Il Beato Gabriele Ferretti in estasi è un dipinto a tempera e oro su tavola (141x87 cm) di Carlo Crivelli, databile al 1485-1489 circa e conservato nella National Gallery di Londra. È firmato OPVS CAROLI CRIVELLI VENETI ed era originariamente collocato nella chiesa di San Francesco ad Alto di Ancona.

## Storia
Gabriele Ferretti apparteneva a una nobile e potente famiglia anconetana; a diciotto anni entrò nell'Ordine dei Frati Minori francescani e andò a vivere nel convento anconetano della San Francesco ad Alto, dove studiò filosofia e teologia. In breve si fece conoscere per l'umiltà e la fede; secondo la tradizione, egli aveva spesso mistiche apparizioni della Madonna e con la sua benedizione curò molti ammalati. Divenne poi il frate guardiano del convento e, dal 1425 in poi, promosse dei miglioramenti architettonici della chiesa e del monastero. Alla sua morte, nel 1456, ebbe un'umile sepoltura, nella nuda terra, a sinistra della porta della chiesa.
Nel 1489 papa Innocenzo VIII, seguendo il desiderio della famiglia Ferretti e della chiesa anconitana, ordinò che venisse data al frate francescano una sepoltura monumentale, e tra le varie opere realizzate per l'occasione, ci fu il dipinto di Crivelli, commissionato dalla famiglia. Si ritiene che la tavola possa essere stata dipinta tra il 1485, anno di una prima ricognizione delle spoglie di fra' Gabriele, e la solenne traslazione del 1489.
Nel 1777 il dipinto non era più nella chiesa, ma nella cappella privata del palazzo Ferretti di Ancona. Successivamente, entro il 1858, fu venduta e la si ritrova nella raccolta Barker: della sua vendita resta un opuscolo che parla di "quadri vendibili del fu Cav.re Ferretti esistenti in Ancona". L'entrata nel museo londinese risale al 1861.
Della tavola esistono due copie, databili attorno al XVII secolo: una è conservata nel Museo Diocesano di Ancona, dove è stato ricostruito il complesso funebre presente nella cappella privata della famiglia Ferretti nella chiesa di San Francesco ad Alto; l'altra è conservata nella chiesa di San Giovanni, dove è conservato il corpo del beato.

## Descrizione e stile
Il beato è raffigurato inginocchiato e in estasi davanti a un'apparizione della Madonna col Bambino entro una mandorla, secondo un modello che ricorda, non a caso, le scene di San Francesco che riceve le stimmate. Vicino a lui sono i sandali e il libro sacro aperto che egli stava leggendo prima di assistere all'apparizione. L'episodio fa parte dell'agiografia del beato ed è ambientato nel giardino del convento di San Francesco ad Alto sul colle Astagno di Ancona, monastero in cui egli visse, ritratto a fianco della chiesa omonima dalla quale proviene la tavola. In primo piano sulla sinistra, in un piccolo stagno, nuotano un'anatra e il suo anatroccolo;  sull'albero che sorge dietro al beato, un cardellino volge le spalle a chi guarda. In lontananza si intravede la costa adriatica e le mura turrite della città di Ancona. C'è un profondo dislivello tra il luogo in cui il beato è inginocchiato e la strada retrostante, in cui si intravede il capo di un monaco coperto da un cappuccio, con uno strano effetto di fuori scala prospettico. Una ghirlanda di frutta è illusionisticamente sospesa alla cornice della tavola e proietta un'ombra evidente sul dipinto.
A un certo realismo espressivo, nella figura del beato, nella descrizione di oggetti come i suoi sandali e il libro in terra, o di animali come l'anatra in primo piano, l'artista contrappone ancora elementi di astratta decorazione, come la ghirlanda di foglie e frutta, retaggio dell'arte padovana ed elemento comune nell'arte di Crivelli. Assente è il fondo oro, sostituito da una natura costruita graficamente, facendo prevalere il segno di contorno e le forme arrovellate della montagna, dell'albero spoglio, dei legni che si levano da terra. La firma di Crivelli si trova sul terreno, sulla destra.
Alcuni elementi del dipinto hanno delle suggestioni simboliche, come le mele della ghirlanda (allusive al peccato originale e alla missione redentrice di Gesù) e il cardellino (simbolo della passione di Cristo) poggiato sull'albero secco che sembra riprendere vita al suo contatto.